# Нарушение толерантности к глюкозе
Наруше́ние толера́нтности к глюко́зе (по старой классификации латентный сахарный диабет, предиабет) — характеризуется нормальным уровнем глюкозы в крови натощак, отсутствием глюкозы в моче, как правило, не проявляется клинически и выявляется только при проведении глюкозотолерантного теста.

## Клиническая картина
Нередко у лиц с нарушенной толерантностью к глюкозе наблюдаются парадиабетические симптомы:
- фурункулёз,
- кровоточивость дёсен,
- раннее расшатывание и выпадение зубов, пародонтоз,
- кожный и генитальный зуд,
- сухость кожи,
- длительно незаживающие повреждения и заболевания кожи,
- половая слабость, нарушение менструального цикла вплоть до аменореи,
- ангионейропатии различной локализации и выраженности, вплоть до пролиферирующей ретинопатии или выраженного облитерирующего атеросклероза (облитерирующий эндартериит)[2].

Выявление данных состояний служит поводом для проведения теста толерантности к глюкозе.

## Лабораторная диагностика
Оценка результатов классического двухчасового орального глюкозотолерантного теста у мужчин и не беременных женщин по критериям Американской диабетической ассоциации (1998):
- натощак концентрация глюкозы в плазме: 6,1–6,69 ммоль/л;
- через 30, 60, 90 минут после приёма глюкозы: ⩾ 11,1 ммоль/л (хотя бы в одной пробе);
- через 120 минут после приёма глюкозы: 7,8–11,09 ммоль/л[3].